# Karl Artelt
Karl Artelt (Salbke, ma Magdeburg része, 1890. december 31. – Halle, 1981. szeptember 28.) német forradalmár. Harcolt az első világháborúban. Az 1918–19-es németországi forradalomban ő vezette a kieli matrózfelkelést. Több kommunista pártnak tagja is volt.

## Publikációi
- Lothar Popp (Karl Artelt segítségével): Ursprung und Entwicklung der November-Revolution 1918. Wie die deutsche Republik entstand, Behrens, Kiel 1919, Reprint als Sonderveröffentlichung 15 der Gesellschaft für Kieler Stadtgeschichte, Kiel 1983